# スペースアップ
スペースアップは、大阪市中央区に本社を置くリフォーム・増改築専門店。
代表取締役社長は小西正行。

## 概要
1970年（昭和45年）4月、大阪市平野区に創業。1997年（平成9年）7月、株式会社スペースアップを設立。
2011年より株式会社CONY JAPANと社名を改め、スペースアップを事業名として、各店舗の屋号にする。
一般住宅のリフォームが主な事業。
2018年現在、大阪、奈良、兵庫、滋賀、神奈川、東京と全国18店舗に展開。
7月で設立から21年、累積施工実績は90,000件を越える。

## 沿革
- 1970年04月 : 小西豊治が、大阪市平野区瓜破に営繕工事を目的として「近畿営繕工事」を創業
- 1997年07月 : 小西正行が事業を継承、住宅リフォーム工事の専門請負を目的として、大阪府松原市に有限会社スペースアップを設立。 小西正行が代表取締役に就任
- 2000年07月 : 株式会社へ組織変更、株式会社スペースアップを設立。「スペースアップ」の多店舗展開を開始
- 2003年04月 : 新卒採用をスタート。初めての新卒1期生が12名入社
- 2003年09月 : 奈良県北葛城郡に「スペースアップ王寺店」オープン
- 2004年03月 : 住空間ショールームのコンセプトを取り入れた原型となる店舗「スペースアップ八尾桜ヶ丘店」（現・スペースアップ八尾店）を大阪府八尾市にオープン
- 2004年12月 : 業務拡大に伴い、資本金を3,000万円に増資
- 2005年04月 : 大阪市中央区にスペースアップ統括本部を移転
- 2005年04月 : ガーデニングショールームを併設した「スペースアップ富田林店」を大阪府富田林市にオープン
- 2007年05月 : 大阪府堺市泉北ニュータウンに「スペースアップ堺泉北店」をオープン
- 2009年05月 : 奈良県奈良市に「スペースアップ奈良店」、兵庫県伊丹市に「スペースアップ伊丹店」をオープン
- 2009年07月 : 神奈川県横浜市に「スペースアップ横浜店」をオープン、「スペースアップ」関東進出、全国展開を開始
- 2011年01月 : 兵庫県神戸市垂水区に「スペースアップ神戸西店」をオープン
- 2011年05月 : 株式会社CONY JAPANへ社名変更
- 2011年09月 : 神奈川県横浜市泉区に「スペースアップ泉店」をオープン
- 2013年07月 : 兵庫県加古川市に「スペースアップ加古川店」をオープン
- 2013年07月 : 新業態のリフォームブランド「リフォーる」を立ち上げ。[1]
- 2013年08月 : 大阪府大阪市都島区に「スペースアップ大阪北店」、神奈川県相模原市に「スペースアップ相模原店」をオープン
- 2013年10月 : 大阪府大阪市東住吉区に「スペースアップ大阪南店」をオープン
- 2015年07月 : 神奈川県厚木市に「スペースアップ厚木店」をオープン
- 2017年02月 : 兵庫県姫路市に「スペースアップ姫路店」をオープン
- 2017年09月 : 東京都町田市に「スペースアップ町田店」をオープン
- 2017年10月 : 滋賀県大津市にある複合商業施設、フォレオ大津一里山に「スペースアップ大津店」をオープン[2]0
- 2018年02月 :「LIXILメンバーズコンテスト2017」において、リフォーム部門で大賞を受賞[3]
- 2018年07月 : 大阪府大阪市中央区に「スペースアップ大阪本店」をオープン

## 加盟団体
- 財団法人住宅リフォーム・紛争処理支援センター 増改築相談員
- 国土交通省認可法人日本木造住宅耐震補強協同組合正会員
- 一般社団法人 日本増改築産業協会会員（ジェルコ）
- 一般社団法人　リノベーション住宅推進協議会会員
- NPO　Eco　Reform推進協議会 会員
- TOTO　リモデルクラブ店会員
- LIXIL　リフォームネット会員
- パナソニック　パナソニックの住まいパートナーズ
- 大阪商工会議所会員
- 堺商工会議所会員